# Joaquim Neto Cavalcante Monteiro
Joaquim Neto Cavalcante Monteiro (* 25. November 1970 in Eirunepé) ist ein brasilianischer Kommunalpolitiker.

## Werdegang
Monteiro ist Mitglied des Partido Social Democrático (PSD). Er war zunächst Beigeordneter der Stadt Eirunepé. Bei den Kommunalwahlen 2012 wurde er zum Präfekten von Eirunepé gewählt. Seine Amtszeit dauerte vom 1. Januar 2013 bis 31. Dezember 2016.